# ناهیده اسدی
ناهیده اسدی آقداش بازیکن بسکتبال ایرانی اهل تبریز است. او هم‌اکنون در ترکیب تیم ملی بسکتبال زنان ایران حضور دارد.
او به عنوان بازیکن تیم ملی بسکتبال سه نفره نیز فعالیت دارد